# William B. Caldwell III

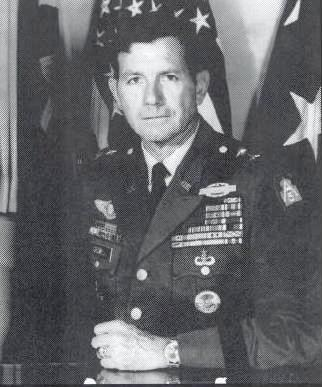
William B. Caldwell III

William Burns Caldwell III (* 10. Juli 1925 in Fort Moultrie, South Carolina; † 17. März 2013 in Columbus, Muscogee County, Georgia) war ein Generalleutnant der United States Army. Er war unter anderem Kommandeur der 5. Armee.
William Caldwell III entstammte einer Familie mit militärischen Wurzeln, die bis in die Zeit des Amerikanischen Unabhängigkeitskriegs zurückgehen. Er war ein Sohn von William Burns Caldwell II (1888–1968) und dessen Frau Ethel Sutton (1892–1976). Der Vater war Oberst im US-amerikanischen Heer und sein im Jahr 1954 geborener Sohn William B. Caldwell IV brachte es in der Armee ebenfalls zum Generalleutnant. Sowohl Caldwell III als auch Caldwell IV kommandierten im Lauf ihrer Karriere die 5. US-Armee.
William Caldwell III studierte zunächst für ein Semester an der Texas A&M University und dann an der Millard’s Preparatory School, wo er einen Vorbereitungskurs für die Militärakademie besuchte. Dann durchlief er bis 1948 die United States Military Academy in West Point. Nach seiner Graduation wurde er als Leutnant der Infanterie zugeteilt. In der Armee durchlief er anschließend alle Offiziersränge vom Leutnant bis zum Drei-Sterne-General.
Im Lauf seiner militärischen Karriere absolvierte er verschiedene Kurse und Schulungen. Dazu gehörten unter anderem der Infantry Officer Bascic Course (1949), der Infantry Officer Advanced Course (1954), das Command and General Staff College (1957), das britische Joint Service Defence College (1961) und das National War College (1964). Außerdem erhielt er einen akademischen Grad von der George Washington University.
William Caldwell III wurde im Jahr 1950 zu einem Bataillon des 34. Infanterieregiments versetzt. Diese Einheiten unterstanden der 24. Infanteriedivision, die damals noch in Japan stationiert war. Wenig später wurde die Division und die ihr unterstellten Einheiten nach Südkorea verlegt wo sie am dortigen Krieg teilnahmen. Caldwell war an mehreren Kampfhandlungen beteiligt und wurde für seine Leistungen mit dem Orden Silver Star ausgezeichnet.
Nach dem Krieg diente er als Stabsoffizier in unterschiedlichen Positionen an verschiedenen Standorten in den Vereinigten Staaten und Europa. Dazu gehörte auch eine Versetzung zur 1. Infanteriedivision, die bis 1955 in Deutschland stationiert war, ehe sie nach Fort Riley verlegt wurde. Außerdem war William Caldwell III zwei Mal an der Militärakademie in West Point tätig. Im Jahr 1960 war er dort taktischer Offizier und in den Jahren 1968 und 1969 kommandierte er eine Kadetteneinheit. Dazwischen war er in den Jahren 1967 und 1968 als Kommandeur der 1. Brigade der 1. Infanteriedivision im Vietnamkrieg eingesetzt. Hierbei war er erneut in Kampfhandlungen verwickelt. Für seinen Einsatz erhielt er ein weiteres Mal den Silver Star und die Auszeichnung Distinguished Flying Cross.
Im Jahr 1969 erreichte Caldwell III mit seiner Beförderung zum Brigadegeneral die Generalsränge. In den folgenden Jahren war er unter anderem Stabsoffizier beim Supreme Headquarters Allied Powers Europe (SHAPE), bei der 4. und der 1. Panzerdivision und Stabschef des VII. Corps in Stuttgart. Es folgten zwei Versetzungen zum Stab des Verteidigungsministeriums.
Seine letzten drei Posten als kommandierender General waren das Kommando über das United States Army Training Center und Fort Jackson in South Carolina, die United States Army Readiness Region VI in Fort Knox in Kentucky und schließlich der Oberbefehl über die 5. Armee, den er zwischen 1978 und 1980 innehatte. Anschließend ging er in den Ruhestand.
Er starb am 1. März 2013 und wurde auf dem Fort Benning Main Post Cemetery beigesetzt.

## Daten der Beförderungen
| Abzeichen | Rang               | Jahr                                                   |
| --------- | ------------------ | ------------------------------------------------------ |
|           | Second Lieutenant  | 1948                                                   |
|           | First Lieutenant   | 1950                                                   |
|           | Captain            | 1950 (Ernennung erfolgte während eines Kampfeinsatzes) |
|           | Major              | 1954                                                   |
|           | Lieutenant Colonel | 1960                                                   |
|           | Colonel            | 1966                                                   |
|           | Brigadier General  | 1969                                                   |
|           | Major General      | 1973                                                   |
|           | Lieutenant General | 1978                                                   |

## Orden und Auszeichnungen
William Caldwell III erhielt im Lauf seiner militärischen Laufbahn unter anderem folgende Auszeichnungen:
- Army Distinguished Service Medal
- Silver Star
- Legion of Merit
- Distinguished Flying Cross
- Bronze Star Medal
- Purple Heart
- Air Medal
- Army Commendation Medal
- Presidential Unit Citation
- Meritorious Unit Commendation
- American Campaign Medal
- World War II Victory Medal
- Army of Occupation Medal
- National Defense Service Medal
- Korean Service Medal
- Vietnam Service Medal
- Combat Infantryman Badge
- Distinguished Service Order (Südvietnam)
- Gallantry Cross (Südvietnam)
- Armed Forces Honor Medal (Südvietnam)
- Republic of Korea Presidential Unit Citation (Südkorea)
- Civil Actions Medal (Südvietnam)
- United Nations Korea Medal (UNO)
- Vietnam Campaign Medal (Südvietnam)
- Korean War Service Medal (Südkorea)